# SOLiVE クリスマス
『SOLiVE クリスマス』（ソライブ クリスマス）は、ウェザーニューズ (WNI) が2014年12月24日から2016年12月24日まで、ウェザーニューズの気象情報番組「SOLiVE24」で放送していた生放送の特別番組である。2011年12月24日までは、『weathernews LiVE』の番組内で2012年12月24日 - 2013年12月24日はSOLiVE24の各番組内で、放送していた。本稿ではそれらの放送についても、併せて記述する。

## 概要
- SOLiVE24のMC・気象予報士・スタッフからのクリスマスプレゼントを応募したウェザーリポーターの中から抽選で発表する番組。
- SOLiVE24のクリスマス当日の放送は、MCがサンタクロースのコスプレをするのが恒例で、BGMもクリスマス仕様になる。

## 各回の内容

### 2009年
「SOLiVEキャスターからのクリスマスプレゼント大抽選会」として、2009年12月25日0時 - 0時50分に放送。
- MC
  - バシ（石橋知博）
  - 丹羽祐久

### 2010年
- MC
  - 堀田奈津水(サンタクロース)
  - バシ（バッドトナカイ）
  - 丹羽祐久（サンワ）

### 2011年
- MC
  - 堀田奈津水(なっちゃんサンタ)
  - バシ（石橋知博）（バッドトナカイ）
  - 丹羽祐久（丹羽サンタ）

### 2012年
2012年12月24日に「SOLiVE ナイト」で放送。
- MC
  - 山岸愛梨（あいりんサンタ）
  - 堀田奈津水（なっちゃんサンタ）
  - 江川清音（さぁやんサンタ）
  - バシ（バッドトナカイ）

### 2013年
2013年12月24日19時5分-22時に「SOLiVE ムーン」で放送。
- MC
  - 堀田奈津水（なっちゃんサンタ）
  - 丹羽祐久（にわトナカイ）
  - バシ（バッドトナカイ）

### 2014年
2014年12月24日20時-23時に放送された。
- MC
  - 山岸愛梨（あいりんサンタ）
  - 江川清音（さぁやんサンタ）
  - 眞家泉（いずみんサンタ）
  - バシ（バッドトナカイ）

2014年12月24日23時-25時に「SOLiVE ホーリーナイト」が放送された。
- MC
  - 堀井雅世
  - 村田泰謁

### 2015年
2015年12月24日20時-23時に放送された。
- MC
  - 山岸愛梨（あいりんサンタ）
  - 眞家泉（いずみんサンタ）
  - 白井ゆかり（ゆかりんサンタ）
  - バシ（バッドトナカイ）

2015年12月24日23時-25時に「SOLiVE ホーリーナイト」が放送された。
- MC
  - 堀井雅世
  - 村田泰謁

### 2016年
2016年12月24日20時-23時に放送された。
- MC
  - 村田泰謁（ムラタサンタ)
  - 江川清音（さやねサンタ)
  - 松雪彩花（あやちサンタ)
  - 高山奈々（ななサンタ)

2016年12月24日23時-25時に「SOLiVE ホワイト&ダークナイトクリスマス」が放送された。
- MC
  - 白井ゆかり(ホワイトサンタ)
  - バシ(ダークサンタ)